# アントニオ・グスマン (野球)
レイビー・アントニオ・グスマン・テナ（Leiby Antonio Guzmán Tena , 1976年9月27日 - ）は、ドミニカ共和国出身の元プロ野球選手（投手）。米球界での登録名は、Leiby Guzman。

## 来歴・人物
カープアカデミーから1997年に広島東洋カープに入団。2軍では25試合に登板するも、1軍で登板する機会がないまま1998年に解雇された。
その後、1999年にテキサス・レンジャーズと契約。2001年のシーズン途中にサンフランシスコ・ジャイアンツに移籍。それぞれのマイナーチームでプレーした。
2003年は、同年に創設された独立リーグのカナディアン・ベースボール・リーグに加盟しているケロウナ・ヒートでプレーしていたが、同リーグの打ち切りにより退団した。

## 詳細情報

### 年度別投手成績
- 一軍公式戦出場なし

### 背番号
- 72 （1997年）
- 68 （1998年）